# William Johnstone-Hope
Sir William Hope-Johnstone (16. srpna 1766 Finchley – 2. května 1831 Bath) byl britský admirál. U Royal Navy sloužil od třinácti let a vyznamenal se účastí ve válkách proti Francii. Aktivní službu musel opustit ze zdravotních důvodů v roce 1804, nadále ale zastával různé funkce, mimo jiné byl dlouholetým poslancem Dolní sněmovny. V roce 1815 byl povýšen do šlechtického stavu a v roce 1819 dosáhl hodnosti viceadmirála. V letech 1820–1827 zastával vládní úřad prvního námořního lorda.

## Životopis

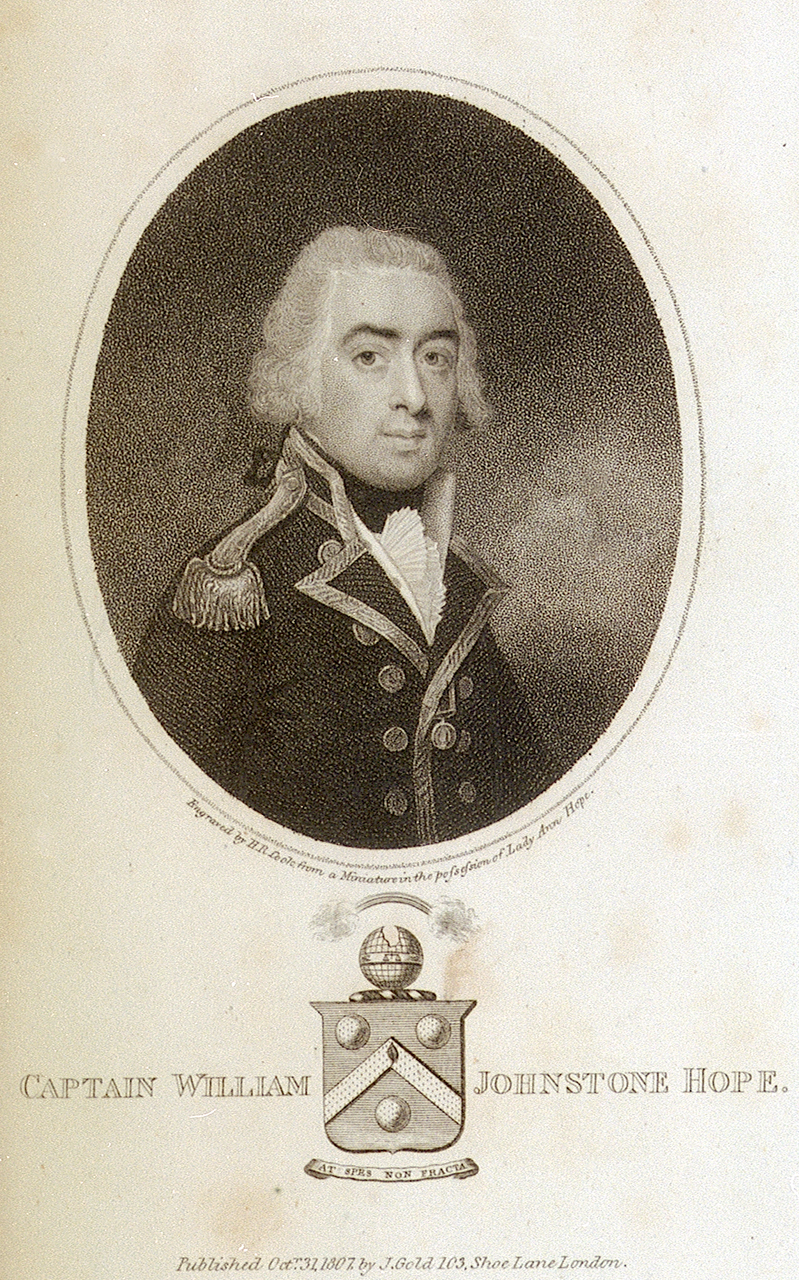
William Hope Johnstone jako kapitán (1807, sbírky National Maritime Museum)

Pocházel ze šlechtického rodu hrabat z Hopetounu, patřil k vedlejší linii a narodil se jako třetí a nejmladší syn bohatého podnikatele a poslance Johna Hopea (1739–1785). Studoval v Edinburghu a v roce 1777 vstoupil do námořnictva. Zúčastnil se války proti USA a v roce 1782 byl povýšen na poručíka, poté sloužil u břehů Kanady a v Plymouthu. Jako důstojník lodi HMS Pegasus se dostal do konfliktu s princem Williamem a byl znovu přeložen do Kanady, kde se spřátelil s admirálem Nelsonem. Za válek proti revoluční Francii se vrátil do Evropy a pod velením admirála Duncana bojoval v bitvě Slavného 1. června (1794), kde již v hodnosti kapitána velel na lodi HMS Bellerophon. V roce 1796 se náhodou vážně zranil do hlavy a rekonvalescence jej vyřadila z aktivní služby na dva roky. Od roku 1798 velel lodi HMS Kent a o rok později měl v součinnosti s ruským loďstvem podíl na kapitulaci nizozemské flotily u Texelu. Za tyto zásluhy dostal od Jiřího III. finanční dar a od ruského cara Pavla I. komandérský kříž Řádu sv. Jana. Na palubě své lodi HMS Kent přepravil v roce 1801 generála Sira Ralpha Abercrombyho do Egypta, kde pak britský vojenský výsadek úspěšně bojoval proti Francouzům.
S podporou rodiny byl v roce 1800 zvolen do Dolní sněmovny, o dva roky později mandát ztratil, ale v roce 1804 byl zvolen v doplňovacích volbách za hrabství Dumfriesshire a poslancem zůstal až do roku 1830. V politice patřil k toryům, zasedání parlamentu se ale zúčastňoval jen zřídka, stejně tak výjimečně navštěvoval svůj volební obvod. Po obnovení válečného stavu s Francií v roce 1803 se krátce vrátil do aktivní služby, ale ze zdravotních důvodů na další kariéru u námořnictva rezignoval a v roce 1807 byl penzionován. V letech 1807–1809 byl lordem admirality, poté byl krátce plukovníkem námořní pěchoty (Royal Marines, 1811–1812). V roce 1812 byl povýšen na kontradmirála a v letech 1813–1818 zastával funkci velitele přístavu Leith v Edinburghu. V roce 1815 získal komandérský kříž Řádu lázně, díky tomu měl také nárok na šlechtický titul Sir a v roce 1819 byl povýšen na viceadmirála. V Liverpoolově vládě byl v letech 1820–1827 prvním námořním lordem, v této funkci ale nebyl nijak aktivní. V roce 1825 obdržel velkokříž Řádu lázně a v roce 1830 byl jmenován členem Tajné rady. Zemřel v lázních Bath, pohřben byl v rodinné hrobce ve městě Johnstone v hrabství Dumfries.

## Rodina
Byl dvakrát ženatý. V roce 1792 se oženil se svou vzdálenou sestřenicí Anne Hope-Johnstone (1768–1818), dcerou 3. hraběte Hopetounu, a díky tomu přijal jméno Hope-Johnstone. Jeho druhou manželkou se v roce 1821 stala Mary Eden (1770-1851), vdova po 6. hraběti z Athlone. Z prvního manželství pocházelo šest dětí:
- 1. Mary Hope-Johnstone (1795–1851), ∞ 1840 Hugh Percy (1784–1856), biskup v Rochesteru a Carlisle
- 2. John James Hope-Johnstone (1795–1876), poslanec Dolní sněmovny
- 3. Sir William John Hope-Johnstone (1798–1878), admirál Royal Navy[12]
- 4. Charles James Hope-Johnstone (1801–1835), komandér Royal Navy
- 5. George James Hope-Johnstone (1802–1842), kapitán Royal Navy
- 6. Elizabeth (1805–1864), zemřela ve Švýcarsku, ∞ Karl Wilhelm von Eisen

Jeho nejstarší bratr Charles Hope (1763–1851) byl právníkem a dlouholetým prezidentem nejvyššího soudu ve Skotsku, další bratr John Hope (1765–1836) sloužil v armádě a dosáhl hodnosti generála.